# Dan Atherton
Daniel Simon Atherton, connu sous le nom de Dan Atherton (né le 25 janvier 1982, près de Salisbury) est un cycliste professionnel spécialisé dans la descente VTT, le Four Cross et l'enduro-descente. Il commence par pratiquer le BMX à l'âge de 15 ans puis se mit au VTT un an plus tard.
De 2007 à 2011, Dan fait partie de l'équipe Animal Commençal, aux côtés de son frère Gee Atherton et de sa sœur Rachel Atherton. Il rejoint ensuite l'équipe GT Factory Racing en compagnie de son frère Gee, sa sœur Rachel et son  ami Marc Beaumont. Il concourt principalement pour des compétitions d'enduro-descente et occasionnellement des courses de descente.
Dan, tout comme Rachel et Gee, était la vedette de la série "The Atherton Project" une série qui suivait leurs vies de tous les jours.
En 2010, Dan se brise une vertèbre lors d'un saut et manqua la moitié de la saison ainsi que les Championnats du monde.
En 2012, il gagne la "Asia Pacific Downhill Challenge" en Indonésie.

## Palmarès en VTT

### Coupe du monde
Coupe du monde de four cross
- 2006 : 10e du classement général
- 2007 : 10e du classement général
- 2008 : 3e du classement général, vainqueur de la manche de Vallnord

### Championnats de Grande-Bretagne
- Champion de Grande-Bretagne de four cross : 2004